# 1998 YE5
1998 YE5 är en asteroid i huvudbältet som upptäcktes den 18 december 1998 av OCA–DLR Asteroid Survey (ODAS).
Asteroiden har en diameter på ungefär 13 kilometer.